# Glypta ithacensis
Glypta ithacensis là một loài tò vò trong họ Ichneumonidae.